# 克里米亚宪法
克里米亚共和国宪法 是克里米亚共和国的基本法，是俄罗斯联邦吞并克里米亚后形成的俄罗斯联邦的联邦主体。2014年4月11日获得批准。其目的是取代克里米亚自治共和国宪法，其前提是在2014年克里米亚危机期间被全民公决废除。乌克兰政府和国际社会大多数成员不承认俄罗斯吞并克里米亚，认为克里米亚自治共和国宪法合法有效的。

## 历史
2014 年3月，亲俄罗斯的分离主义分子和俄罗斯武装部队接管克里米亚后，就与俄罗斯统一问题举行了有争议的全民公决；官方的结果是，绝大多数人希望加入俄罗斯。俄罗斯随后吞并克里米亚共和国和塞瓦斯托波尔为俄罗斯联邦主体。克里米亚议会于2014年4月11日通过了新宪法。

## 此前宪法
克里米亚自治共和国宪法 (烏克蘭語： Konstytutsiya Avtonomnoyi Respubliky Krym; 俄語： Konstitutsiya Avtonomnoy Respubliki Krym)  是克里米亚自治共和国的基本法，克里米亚半岛上的共和国是乌克兰的一部分。宪法规定了共和国在乌克兰的地位和权威。它授予克里米亚起草预算和管理其财产的权利。 2014年克里米亚危机期间，一场有争议的全民公决废除了宪法，之后克里米亚共和国在半岛被吞并后被确立为俄罗斯的联邦主体。乌克兰政府拒绝承认俄罗斯吞并克里米亚，并且仍然承认宪法是合法有效的。

## 历史追溯
克里米亚在1991年1月20日的全民公决后，重新成为苏维埃社会主义自治共和国。由于这是1991年8月24日《乌克兰独立宣言》前几个月到1991年12月，国际公认的克里米亚当时是乌克兰苏维埃社会主义共和国的一部分，而克里米亚是苏联的自治共和国之一。1992年2月，克里米亚议会和政府决定将克里米亚改为直接隶属于乌克兰的克里米亚共和国，目的是允许他们更加自治。1992年5月5日，议会宣布克里米亚独立。不过该决议尚未获得1992年8月2日举行的全民投票批准。并在同一天通过了第一部克里米亚宪法。1992年5月6日，同一议会在宪法中插入了一项新判决，规定克里米亚是乌克兰的一部分。乌克兰议会于5月15日召开，废除了克里米亚独立宣言，并给予克里米亚议会一周时间取消全民公决。 1992年6月，双方达成妥协，克里米亚被指定为自治共和国地位。
1994年5月，克里米亚议会投票恢复1992年5月《克里米亚自治共和国宪法》。1994年9月，克里米亚总统尤里·梅什科夫和议会决定起草新宪法。1995年3月17日，乌克兰最高拉达废除了1992年5月的《宪法》和克里米亚总统的职位。1995年6月至9月，乌克兰总统列昂尼德·库奇马根据总统直接行政法令统治克里米亚。1995年10月，克里米亚议会通过了一部新宪法，直到1996年4月提出重大修正案时，乌克兰国家当局才承认该宪法。1998年10月21日，克里米亚自治共和国最高委员会（议会）第二届会议批准了1995年10月宪法的第五号法律草案。乌克兰最高拉达于1998年12月23日确认了这部宪法。《乌克兰宪法》第135条规定，《克里米亚宪法》必须经乌克兰议会批准。它于1999年1月12日生效。
在克里米亚危机期间，克里米亚当局在2014年克里米亚地位公投后废除了1998年克里米亚宪法。

## 差异
克里米亚议会没有立法权。